# Liwowie
Liwowie – niewielka ugrofińska grupa etniczna zamieszkująca w Kurlandii na Łotwie (Wybrzeże Liwskie), rdzenni mieszkańcy ziem, zamieszkiwanych obecnie przez Bałtów, czyli Łotyszy. W przeszłości posługiwali się oni językiem liwskim, należącym do grupy języków ugrofińskich, spokrewnionym blisko z językiem estońskim i fińskim; obecnie używają języka łotewskiego.

## Historia

### Pochodzenie
Bezpośredni przodkowie obecnych Liwów żyli prawdopodobnie na wschodnich wybrzeżach Morza Bałtyckiego, nad Zatoką Ryską nie wcześniej niż 4000 lat p.n.e. Pierwsze plemiona bałtyjskie, posługujące się językami indoeuropejskimi dotarły tutaj ok. 200 roku p.n.e., na wieki przed tym, jak Słowianie wyparli je na tereny nadmorskie z obszarów dzisiejszej Białorusi. Wyodrębnienie się Liwów nastąpiło prawdopodobnie w VI wieku, choć nazwa „levioni” pojawiła się już w 79 roku n.e. w zapiskach rzymskiego męża stanu i pisarza – Pliniusza Młodszego.

### Średniowiecze
Liwowie nazywali siebie raandalist, czyli „mieszkańcami wybrzeży”. Zgodnie z tą nazwą najczęściej zamieszkiwali oni tereny bezpośrednio nad morzem. Zajmowali się w większości rybołówstwem, w mniejszym stopniu uprawą roli i hodowlą zwierząt. Po przejęciu we wczesnym średniowieczu kontroli nad ważnym szlakiem handlowym, rzeką Dźwiną (w języku liwskim Vēna), ich kultura znacznie się rozwinęła, głównie dzięki handlowi z Gotami, Rusinami i Finami, a pod koniec pierwszego tysiąclecia także ze Szwedami, Duńczykami i Niemcami. Budowali liczne kurhany i mieli bogate zwyczaje pogrzebowe. Do XII wieku zajmowali ok. 70% terytorium dzisiejszej Łotwy, na południu granicząc z Łatgalami i Kurami.
Pierwsze pisemne wzmianki dotyczące Liwów i języka liwskiego pochodzą z kronik opata kijowsko-peczorskiego Sylwestra z lat 1056–1160, podają one również nazwę ļibj. Pierwsze informacje w łotewskich źródłach pisanych pochodzą z kroniki Henryka Łotysza (łot. Indriķa hronika) z przełomu XII i XIII wieku. W XII wieku na tereny Liwów przybyli wraz z kupcami z Europy zachodniej pierwsi misjonarze, którzy zamierzali nawrócić rdzennych, pogańskich mieszkańców tych ziem na chrześcijaństwo. W 1148 roku na brzegu Dźwiny stanęła pierwsza kamienna świątynia, a rok później twierdza. W 1190 roku liwski książę Kaupo zdecydował się przyjąć chrzest, ale poddani nadal pozostawali poganami. Coraz silniejsze wpływy Zakonu Krzyżackiego uniemożliwiły utworzenia przez Liwów państwa. W roku 1201 biskup Albert von Buxhövden założył miasto Ryga, chrześcijańską osadę u ujścia Dźwiny. Kiedy pokojowe wysiłki nawrócenia tutejszych plemion zawiodły, powołano zakon kawalerów mieczowych, złożony głównie z rycerzy niemieckich, który miał za zadanie nawrócić pogan siłą. Ich kampania została nazwana Krucjatą Północną. Liwowie zostali nawróceni w 1206 i 1207 roku. Później zostali zmuszeni do przyłączenia się do kawalerów mieczowych i wspomagania ich w walce z Estończykami i Bałtami, która zakończyła się w 1217 roku.
W czasie Krucjaty Północnej dobrze rozwinięte tereny Liwonii zostały zniszczone, a wiele osiedli zostało prawie doszczętnie wyludnionych. Ta próżnia została zapełniona przez plemiona łotewskie: Kurów, Semigalów, Łatgalów i Selonów, które zaczęły przemieszczać się na te terytoria w 1220 roku i kontynuowały akcję osadniczą przez kolejne 30 lat. Zasiedlili oni większość doliny Dźwiny, przez co Liwowie ze wschodu i z zachodu zostali od siebie oddzieleni.
Z powodu narastającego oporu plemion łotewskich zakon kawalerów mieczowych (zwany też zakonem liwońskim) zaczął szukać wsparcia w sąsiednim państwie, stworzonym na terenie Prus przez Krzyżaków, którzy wykorzystując doświadczenie z krucjat, nawrócili pogańskich Prusów i zaczęli budować państwo zagrażające sąsiadom, podzielonej Polsce i pogańskiej jeszcze Litwie. W 1237 roku zakon krzyżacki wchłonął zakon kawalerów mieczowych tworząc inflancką gałąź zakonu o pewnej autonomii. Rycerze niemieccy ostatecznie podporządkowali sobie Kurów w 1267 roku, a Semigalów w 1290 roku. Od tego czasu tereny obecnej Łotwy były we władaniu Niemców aż do XVI wieku. Jedynie kilka miast, w tym Ryga, zachowały częściową niezależność.

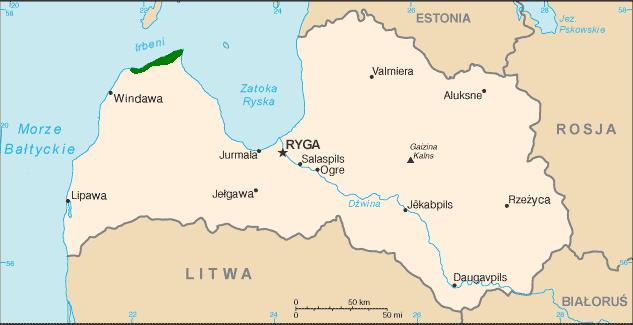
Tereny Łotwy zamieszkane przez Liwów (kolor zielony)

### Pod obcym panowaniem (1558–1795)
W połowie XVI wieku zakon krzyżacki, jak również niezależne biskupstwa na terenach Liwów znalazły się w kłopotliwej sytuacji z powodu rosnących wpływów reformacji i poglądów Marcina Lutra. Widząc militarną słabość zakonu, car Rosji Iwan IV Groźny zaatakował Liwonię w 1558 roku, chcąc zdobyć dostęp do Bałtyku. W konflikt włączyły się wojska sojuszników zakonu, Szwecji i Rzeczypospolitej, co spowodowało prawie 25-letnią wojnę, znaną jako inflancka lub pierwsza wojna północna. Wojna zakończyła się porażką Rosjan i rozwiązaniem inflanckiej gałęzi zakonu krzyżackiego. Liwonia i południowo-wschodnia Łotwa (Łatgalia) zostały włączone do państwa polsko-litewskiego, zaś Kurlandia i Semigalia utworzyły Księstwo Kurlandii i Semigalii, będące lennem Rzeczypospolitej. Pierwszym księciem został ostatni mistrz krajowy inflanckiej gałęzi zakonu krzyżackiego Gotthard Kettler.
Po około 10 latach pokoju nowa fala wojen przelała się przez tereny Liwonii, która stała się polem walk polsko-szwedzkich. Pomimo początkowych sukcesów wojsk Rzeczypospolitej zwycięsko wyszli ze starcia Szwedzi, którzy w 1629 roku otrzymali Liwonię i miasto Rygę. Podczas panowania szwedzkiego na terenach Estonii i Liwonii nastał tzw. złoty wiek. Spośród wszystkich obcych okupantów tych terenów to Szwedzi byli najbardziej nastawieni na ożywienie kulturalne regionu bałtyckiego. W XVII wieku królowie Szwecji Gustaw II Adolf i Karol XI wprowadzili szkolnictwo podstawowe, Biblia została przetłumaczona na język estoński i łotewski, a w Tartu utworzono uniwersytet.
Pomimo że Szwedzi nie dopuszczali do polskich ani duńskich prób przejęcia tych ziem, nie można tego powiedzieć o próbach rosyjskich. W czasie wielkiej wojny północnej w latach 1700–1721 car Piotr I Wielki całkowicie unicestwił marzenia Szwecji o mocarstwowej pozycji w regionie. Po traktacie w Uusikaupunki (szw. Nystad) w 1721 Estonia i Liwonia, zniszczone doszczętnie 20-letnią wojną, stały się częściami Cesarstwa Rosyjskiego. Kurlandia pozostała zależnym księstwem Rzeczypospolitej Polskiej aż do III rozbioru Polski w 1795.

### Asymilacja i izolacja (1795–1914)
Częściowo z powodu kolejnych zniszczeń wojennych, częściowo zaś z powodu asymilacji narodowej wśród uchodźców, Liwowie z Liwonii zostali ostatecznie prawie w całości zasymilowani jako część narodu łotewskiego. Wielu przedstawicieli tego narodu dotknęła również zaraza dżumy w latach 1710–1711. Ostatnią grupą rodzimych Liwów było kilka rodzin żyjących nad rzeką Salaca (liw. Salatsi), zaś w II poł. XIX wieku język liwski i kultura Liwów ostatecznie znikły z terenów znanych jako Liwonia. Jednak w dialekcie liwskim języka łotewskiego zachowało się wiele zapożyczeń z rodzimego języka Liwów, a inne wpływy tego języka są widoczne w wielu nazwach geograficznych w regionie.
Na terenach nad Zatoką Ryską, w Kurlandii, język i kultura Liwów znalazły się również pod wielkim naporem Łotyszy i Rosjan, jednak przetrwały na samym krańcu Półwyspu Kurlandzkiego. Kilka okoliczności sprawiło, że mieszkańcy tych terenów, znanych jako Līvõd Rãnda (Wybrzeże Liwskie), nie podporządkowali się łotewskiemu naporowi i byli zbyt silni, aby się zasymilować. Jednym z powodów był fakt, że wspólnota Liwów z tego obszaru była silnie związana z morzem i rybołówstwem, zaś Łotysze byli silniej związani z lądem i rolnictwem. Ta różnica spowodowała, że związki między tymi grupami etnicznymi były słabe. Po drugie, Wybrzeże Liwskie było odgraniczone od reszty kraju gęstymi obszarami leśnymi i bagiennymi. Liwowie z półwyspu utrzymywali znacznie więcej kontaktów z Estończykami zamieszkującymi wyspę Saaremaa, położoną na północ od Zatoki Ryskiej, niedaleko przylądka w Kolce, jednej z głównych osad Liwów. W takiej izolacji liwscy rybacy zachowali swoją tożsamość narodową przez długie wieki, aż do wieku XX, kiedy na te tereny wkroczyły walki między mocarstwami światowymi, co zakłóciło spokojną egzystencję Liwów.

### I wojna światowa
W 1914 roku Rosja przystąpiła do I wojny światowej atakując Niemcy i Austro-Węgry, jednak szybko została zepchnięta do obrony dzięki zwycięstwom armii niemieckiej. Region obecnych państw bałtyckich dostał się pod okupację niemiecką. Okupacja Wybrzeża Liwońskiego przez Niemców od 1915 roku spowodowała ucieczkę wielu Liwów, którzy już nigdy nie powrócili na swoje rodowite tereny. Reszta narodu została przesiedlona przez Niemców, jednak powróciła do swoich domów w 1919 roku.
Porażka Rosji, poprzedzająca rewolucję lutową i abdykację cara Mikołaja II otworzyła drogę komunistom do zagarnięcia władzy w kraju w wyniku rewolucji październikowej. Traktat brzeski z 3 marca 1918 zakończył ostatecznie wojnę między Niemcami a Rosją i pozostawił tereny nad Bałtykiem w rękach niemieckich. Jednak po kapitulacji Niemiec w 1919 roku powstały na tych terenach niepodległe republiki Litwy, Łotwy i Estonii.

### Odrodzenie Liwów w okresie międzywojennym
Wybrzeże Liwskie stało się częścią niepodległej Łotwy, która z kraju demokratycznego stała się szybko krajem autokratycznym. Pomimo tego Liwowie, ich język i kultura zaczęły się szybko odradzać, również w okresie dyktatury Kārlisa Ulmanisa. Najbardziej widocznym przejawem tego odrodzenia było założenie Wspólnoty Liwskiej 2 kwietnia 1923 roku, która skupiała reprezentację narodu liwskiego. Przy wspólnocie powstał chór, a na terenach wybrzeża zaczęto organizować festiwale piosenki Liwów. Później przyjęto projekt flagi Liwów, zielono-biało-niebieskiej, o proporcjach 2:1:2. Trzy kolory oznaczały: lasy (zieleń), plaże (biel) i morze (błękit), a podział, podobny do flagi Łotwy symbolizował związki z Łotwą. Chociaż rząd w Rydze zabronił Liwom zorganizowania oddzielnego od centralnego kościoła luterańskiego w 1923 roku, jednak w tym samym roku zaakceptował wprowadzenie języka liwskiego jako przedmiotu dodatkowego w szkołach podstawowych na Wybrzeżu Liwskim. Sprawy religijne rozwiązano, tworząc dwie parafie liwskie (w Kolce i Mazirbe) w ramach łotewskiego kościoła luterańskiego. W latach 30. pojawiły się pierwsze publikacje w tym języku, poezja kilku autorów liwskich i pierwszy miesięcznik w języku liwskim „Livli”. Liwowie nawiązali również kontakty ze spokrewnionymi narodami, Estończykami i Finami. Dzięki dotacjom z tych krajów w 1939 w Mazirbe (liw. Irē) zostało założone Centrum Wspólnoty Liwów.
Ożywienie kulturalne w okresie międzywojennym dało narodowi liwskiemu pierwszą okazję do niczym nie zachwianego odczuwania świadomości narodowej i etnicznej. Dawniej zwykli oni nazywać siebie samych randalistami (mieszkańcami wybrzeży) i kalaimed (rybakami). Od lat 20. weszły do słownika Liwów takie określenia własnego narodu jak līvõd, līvnikad, czy livlist.

### II wojna światowa
W 1940 roku Łotwa, podobnie jak Litwa i Estonia zostały zajęte przez wojska ZSRR. Ta inwazja, podobnie jak napaść Niemiec 22 czerwca 1941 roku zakończyły okres postępu w kulturze Liwów. Wszystkie przejawy działalności kulturalnej zostały zabronione, podobnie jak w okresie carskim. Mieszkańców Wybrzeża Liwskiego również wysiedlono ze swoich terenów, podobnie jak w czasie I wojny światowej. Większość z nich przeżyła wojnę w Rydze i Kurlandii, jednak część uciekła przez Morze Bałtyckie na szwedzką wyspę Gotlandię. Półwysep Kurlandzki był jednym z miejsc, w których Niemcy utrzymywali się aż do kapitulacji 5 maja 1945, co spowodowało, że wszystkie domy zostały przez nich lub przez wojska radzieckie zniszczone, zanim Liwowie zdążyli do nich powrócić.

### Represje w okresie Związku Radzieckiego
W okresie Związku Radzieckiego i Łotewskiej SRR Liwowie byli poddawani dotkliwym represjom ze strony Moskwy. Zabroniono im np. kontynuowania tradycji rybołówstwa. Wielu z nich zostało również wysiedlonych na Syberię w okresie terroru stalinowskiego między 1945 i 1952 roku. W 1949 mocno dotknęła ich również kolektywizacja rolnictwa. W 1955 na terenach Liwów powstała radziecka baza wojskowa. To spowodowało przesiedlenie siłą części Liwów na obszary położone dalej od morza. Ostatecznie wszystkie wsie z zachodniego Wybrzeża Liwońskiego zostały opuszczone przez mieszkańców z powodu utworzenia przez ZSRR „zamkniętego obszaru granicznego” na wybrzeżu Kurlandii.
Kultura liwska była również poddawana represjom. Zakazano np. działalności Centrum Wspólnoty Liwów, którego majątek został podzielony i rozdany. W okresie Łotewskiej SRR Liwowie nie byli traktowani jako oddzielna grupa etniczna.

## Obecna sytuacja

Flaga Liwonii

We wczesnych latach 70. liwscy śpiewacy dostali pozwolenie na założenie chóru „Livlist” w mieście Ventspils. W latach 80., w okresie przemian Gorbaczowa, pieriestrojki i głasnosti sytuacja Liwów się zmieniła. W 1986 roku została założona Wspólnota Kultury Liwskiej, później przemianowana na Unię Liwską.
Po rozpadzie Związku Radzieckiego w 1991 Łotwa odzyskała niepodległość. Dzięki temu Liwowie ponownie zostali uznani za mniejszość etniczną, której język i kultura muszą być chronione i rozwijane. Wszystkie prawa i posiadłości, które zostały odebrane Liwom w okresie sowieckim, zostały im zwrócone. Na przykład Centrum Wspólnoty Liwów w Mazirbe zostało im oddane i przekształcone w muzeum historyczne, nazwane Domem Liwów. Również język liwski został ponownie wprowadzony do szkół podstawowych na terenach Wybrzeża Liwońskiego, tym razem także jako przedmiot główny i obowiązkowy.
4 lutego 1992 łotewski rząd utworzył chroniony obszar kulturalno-historyczny wspólnoty Liwów, nazwany Wybrzeżem Liwskim (Līvõd Rãnda), na terenie którego znalazło się 12 liwskich wiosek: Lūžņa (liw. Lūž), Miķeļtornis (Piza), Lielirbe (Īra), Jaunciems (Ūžkila), Sīkrags (Sīkrõg), Mazirbe (Irē), Košrags (Kuoštrõg), Saunags (Sãnag), Vaide (Vaid), Kolka (Kuolka), Pitrags (Pitrõg) i Melnsils (Mustanumm). Obszar ten położony jest na terenie dwóch okręgów, Talsu rajons i Ventspils rajons. Największymi centrami kultury Liwów są miejscowości Mazirbe i Kolka. Rząd Łotwy chroni ten teren przed ingerencją innych narodów, w tym Łotyszy i zabrania zmian w historycznej zabudowie wiosek. Na tych terenach zabronione jest również zakładanie hoteli, restauracji i innych obiektów, które mogłyby naruszyć niezależność kultury Liwów.
Naród liwski liczy ok. 250 osób, z czego większość żyje w 12 wioskach na terenie Wybrzeża Liwskiego, zaś reszta na pozostałych terenach Łotwy, w większości w Rydze, jednak również w miastach Ventspils, Talsi i Dundaga. Według danych z 1995 język liwski był w użyciu jedynie wśród ok. 35 osób, z czego tylko 15-20 używało go w stopniu płynnym. Ostatnia osoba, dla której język ten był językiem ojczystym (żyjąca w Kanadzie Grizelda Kristiņa) zmarła w 2013 r. Obecnie dąży się do odrodzenia tego języka i opracowania szczegółowej gramatyki, czego przejawem jest wprowadzenie liwskiego do szkół.